# 133077 Jirsik
133077 Jirsik este o planetă minoră (asteroid) din centura de asteroizi. A fost descoperită pe 4 mai 2003 la Observatorul Kleť de Jana Tichá⁠(d). 
Obiectul prezintă o orbită caracterizată de o semiaxă mare de 2,2467569006552 UAi, o excentricitate de 0,04, o înclinație de 4 ° în raport cu ecliptica.